# Стройман, Иосиф Маркович
Ио́сиф Ма́ркович Стро́йман (16 апреля 1927, Ленинград — 11 февраля 2017, Санкт-Петербург) — советский и российский физик, лауреат Государственной премии СССР (1986).

## Биография
Во время блокады Ленинграда был эвакуирован из города вместе с сестрой Идой Марковной Стройман (1919—2007, в будущем химик-органик, доцент химического факультета ЛГУ) и матерью Бертой Иосифовной Стройман (1891—?), жил в деревне на Алтае. В 1944 году вернулся в Ленинград. В 1946 году окончил вечернюю школу с золотой медалью, в 1951 году — физический факультет ЛГУ.
В 1960—1993 годах заведовал лабораторией холодной сварки ВНИИЭСО (ВНИПКТИЭСО). Разработал принципиально новую технологию сварки цветных металлов и сплавов — холодная сварка давлением.
Кандидат технических наук (1968), старший научный сотрудник (1973).

## Публикации
- Стройман И. М. Оборудование для холодной сварки металлов. — Москва: [б. и.], 1976. — 7 с.
- Стройман И. М. Холодная стыковая сварка алюминия и меди. — Ленинград: ЛДНТП, 1981. — 20 с.
- Стройман И. М. Холодная сварка металлов. — Ленинград: Машиностроение, ленинградское отделение, 1985. — 224 с.

## Награды
- 1961 — бронзовая медаль ВДНХ.
- 1963 — бронзовая медаль ВДНХ.
- 1970 — большая золотая медаль Лейпцигской Международной ярмарки.
- 1973 — серебряная медаль ВДНХ.
- 1983 — почетный знак «Изобретатель СССР»
- 1984 — серебряная медаль ВДНХ.
- 1986 — Государственная премия СССР — за разработку и внедрение в народное хозяйство технологии и оборудования холодной сварки металлов.